# Pere Aurell
Pour les articles homonymes, voir Aurell.
Pere Aurell Bove, né le 13 novembre 1983, est un coureur de fond espagnol spécialisé en trail et skyrunning. Il a remporté le classement Sky Extra de la Skyrunner World Series 2018.

## Biographie
Grandissant à Matadepera, Pere y pratique le hockey sur glace dès l'âge de 5 ans. Il accompagne ses parents en randonnée autour des montagnes de La Mola (es) et se passionne pour la montagne. Il passe souvent ses vacances dans le village d'Isil (en) mais son père l'interdit d'accompagner ses amis en randonnée à l'estany d'Airoto. Désireux de prouver à ses parents qu'il est capable de se débrouiller tout seul en montagne, il s'inscrit à la marche Matagalls-Montserrat à 14 ans pour accompagner son frère sur la plus grande distance possible. À sa propre surprise, il parvient à terminer le parcours de 85 kilomètres. Encouragé par cette expérience, il se lance par la suite en compétition en trail et en skyrunning,.
Lors d'un voyage en avion pour une se rendre à une compétition, il fait la connaissance de la Néerlandaise Ragna Debats qu'il épouse par la suite,.
Il connaît ses premiers succès en 2015. Le 26 juillet, il s'élance sur la SkyRace Comapedrosa. Son compatriote Marc Pinsach prend le premier les commandes de la course suivi de près par Pere. Il parvient à s'emparer de la tête au sommet du Coma Pedrosa puis creuse l'écart dans la descente. Il s'impose finalement avec huit minutes d'avance, remportant sa première victoire en skyrunning. Le 29 août, il prend le départ de la Transalpine Run en catégorie mixte avec sa compagne Ragna Debats. Effectuant une solide course, le duo pointe régulièrement dans le top 10 et s'offre facilement la victoire de catégorie avec plus d'une heure d'avance sur leurs plus proches poursuivants.
Prenant part à la Transvulcania 2017, il doit abandonner à deux kilomètres de l'arrivée, pris de malaise. Il effectue malgré tout une saison consistante en Skyrunner World Series avec un seul podium au Royal Ultra SkyMarathon et termine deuxième du classement général derrière le Britannique Jonathan Albon.
Désireux d'effacer son échec de 2017, il prend un départ prudent à la Transvulcania puis hausse le rythme à mi-parcours pour s'emparer de la tête. Il tire avantage des descentes pour conserver l'avantage et finit par s'imposer avec une minute d'avance sur le Russe Dmitry Mityaev. Le 4 août, il effectue une solide course pour décrocher la deuxième place de la Hamperokken SkyRace à 24 minutes derrière l'intouchable Jonathan Albon. Il termine ensuite troisième du Trophée Kima. Le 6 octobre, il effectue un duel serré avec son rival au titre Dmitry Mityaev. Tandis que ce dernier se fait doubler par le Français Beñat Marmissolle, Pere s'accroche en tête et remporte la victoire. Il remporte ainsi le classement Sky Extra de la Skyrunner World Series.
En 2020, Pere et Ragna se lancent dans un projet de tour du monde des trails, baptisé Rolling Mountains. La pandémie de Covid-19 les force à modifier leurs plans. Le couple parvient tout de même à participer à quelques épreuves, notamment en Afrique du Sud. Le 30 octobre, ils prennent part à l'Otter African Trail Run sur le parcours « Retto ». Prenant un départ prudent, Pere hausse le rythme en milieu de parcours et double ses adversaires pour s'offrir la victoire en 4 h 3 min 30 s, établissant un nouveau record du parcours. Deux semaines plus tard, ils participent au SkyRun 100. Sur cette épreuve mêlant ultra-trail et course d'orientation, Pere tire son épingle du jeu et s'impose en 13 h 56 min 43 s, devenant le premier athlète étranger à remporter cette course.
Le 30 juillet 2023, il prend part à l'édition inaugurale des championnats du monde masters de skyrunning qui se déroulent dans le cadre du Royal Ultra Sky Marathon. Il prend un départ prudent et tire avantage de la connaissance du terrain pour accélérer au moment opportun et revenir sur les talons du leader, Luca Arrigoni. Dans la descente sur le lac Serrù, il s'empare de la tête de course pour filer vers la victoire. Il remporte ainsi le titre dans la catégorie O40M.

## Palmarès

### Trail
| no  | masculin           | Course                          | Longueur | Départ                   | Temps            |
| --- | ------------------ | ------------------------------- | -------- | ------------------------ | ---------------- |
| 2e  | Médaille d'argent  | Marathon Toubkal                | 42 km    | 7 octobre 2010           | 5 h 10 min 48 s  |
| 2e  | Médaille d'argent  | Ultra Trail Vall d'Aran         | 66 km    | 10 août 2013             | 7 h 36 min 58 s  |
| 2e  | Médaille d'argent  | Ultra Fjord Patagonia Chile     | 70 km    | 17 avril 2015            | 10 h 2 min 0 s   |
| 15e | Médaille d'or      | Transalpine Run (mixte)         | 268 km   | 29 août-5 septembre 2015 | 31 h 55 min 41 s |
| 1re | Médaille d'or      | Ultra Fjord Patagonia Chile     | 70 km    | 5 avril 2017             | 8 h 46 min 22 s  |
| 1re | Médaille d'or      | Ultra Fjord Patagonia Chile     | 70 km    | 6 avril 2018             | 10 h 10 min 23 s |
| 1re | Médaille d'or      | The Coastal Challenge           | 236 km   | 10-16 février 2019       | 23 h 10 min 23 s |
| 1re | Médaille d'or      | Otter African Trail Run - Retto | 42 km    | 30 octobre 2020          | 4 h 3 min 30 s   |
| 1re | Médaille d'or      | SkyRun 100                      | 100 km   | 14 novembre 2020         | 13 h 56 min 43 s |
| 2e  | Médaille d'argent  | Transgrancanaria                | 128 km   | 26 février 2021          | 14 h 3 min 36 s  |
| 1re | Médaille d'or      | Ultra Trail Barcelona           | 80 km    | 8 mai 2021               | 9 h 3 min 25 s   |
| 3e  | Médaille de bronze | Transgrancanaria                | 126 km   | 4 mars 2022              | 14 h 12 min 2 s  |

### Skyrunning
| no  | masculin           | Course                                                  | Longueur | Départ            | Temps           |
| --- | ------------------ | ------------------------------------------------------- | -------- | ----------------- | --------------- |
| 2e  | Médaille d'argent  | Travessa de Canillo                                     | 26,6 km  | 26 juin 2011      | 2 h 36 min 56 s |
| 2e  | Médaille d'argent  | Course du Canigou                                       | 34 km    | 4 août 2013       | 3 h 13 min 9 s  |
| 3e  | Médaille de bronze | Course du Canigou                                       | 34 km    | 3 août 2014       | 3 h 8 min 19 s  |
| 1re | Médaille d'or      | SkyRace Comapedrosa                                     | 21 km    | 26 juillet 2015   | 2 h 46 min 42 s |
| 1re | Médaille d'or      | Course du Canigou                                       | 34 km    | 2 août 2015       | 3 h 7 min 15 s  |
| 3e  | Médaille de bronze | Royal Ultra SkyMarathon                                 | 55 km    | 16 juillet 2017   | 6 h 52 min 48 s |
| 1re | Médaille d'or      | Transvulcania                                           | 73 km    | 12 mai 2018       | 7 h 37 min 26 s |
| 2e  | Médaille d'argent  | Hamperokken SkyRace                                     | 57 km    | 4 août 2018       | 7 h 28 min 56 s |
| 3e  | Médaille de bronze | Trophée Kima                                            | 52 km    | 26 août 2018      | 6 h 20 min 50 s |
| 7e  | 7e                 | Championnats du monde de skyrunning - Ultra SkyMarathon | 47 km    | 14 septembre 2018 | 4 h 10 min 37 s |
| 1re | Médaille d'or      | Pirin Ultra SkyRace                                     | 66 km    | 6 octobre 2018    | 7 h 44 min 40 s |
| 1re | Médaille d'or      | Ultra SkyMarathon Madeira                               | 55 km    | 1er juin 2019     | 6 h 6 min 1 s   |
| 3e  | Médaille de bronze | Olympus Marathon                                        | 44 km    | 29 juin 2019      | 4 h 34 min 52 s |
| 1re | Médaille d'or      | Ultra Comapedrosa                                       | 50 km    | 25 juillet 2021   | 6 h 58 min 49 s |
| 1re | Médaille d'or      | Santana Vertical Kilometer                              | 4,8 km   | 27 mai 2022       | 45 min 19 s     |
| 1re | Médaille d'or      | Santana SkyRace                                         | 23 km    | 28 mai 2022       | 2 h 12 min 14 s |
| 1re | Médaille d'or      | Royal Ultra Sky Marathon                                | 55 km    | 30 juillet 2023   | 7 h 8 min 9 s   |